# Gamma Lupi
Gamma Lupi (γ Lup / HD 138690 / HR 5776) es una estrella de magnitud aparente +2,77, la tercera más brillante de la constelación de Lupus, el lobo, sólo superada por α Lupi y β Lupi.
Aunque sin denominación propia habitual, ocasionalmente es conocida como Thusia, nombre proveniente del griego Thusia Therou (θυσια θηριον), «el sacrificio animal».

## Distancia
Gamma Lupi se encuentra a 420 años luz del sistema solar.
Es miembro de la asociación estelar «Centaurus Superior-Lupus» o UCL, que a su vez forma parte de la gran asociación Scorpius-Centaurus.
μ Centauri, α Lupi y δ Lupi son otros conocidos miembros de esta asociación.

## Características
Gamma Lupi es una estrella binaria cuya componente principal está catalogada como una subgigante azul de tipo espectral B2IV.
Estrella caliente de 22.400 K de temperatura, brilla con una luminosidad 6.700 veces mayor que la del Sol.
Tiene un radio 5,5 veces más grande que el radio solar y —como otras estrellas análogas— rota muy deprisa. Su velocidad de rotación proyectada es de 270 km/s, lo que conlleva un período de rotación igual o inferior a un día.
Con una masa de 9 masas solares, su edad se estima en 17 millones de años, por lo que se piensa que no es una verdadera subgigante sino una estrella que, habiendo transcurrido 2/3 partes de su estancia dentro de la secuencia principal, aún fusiona hidrógeno en su núcleo.
Su compañera, menos conocida, parece ser una estrella de tipo B4V con una temperatura efectiva de 17.000 K. Tan luminosa como 960 soles, su radio es 3 veces más grande que el del Sol y tiene una masa estimada de 5,5 masas solares.
Completa una vuelta alrededor del centro de masas común cada 190 años y la separación entre ambas estrellas varía entre 41 UA y 128 UA debido a la excentricidad de la órbita.
El plano orbital está inclinado solamente 5º respecto al observador terrestre, siendo esta inclinación suficiente para que el sistema no llegue a constituir una binaria eclipsante.